# 傅仇
傅仇（1928年—1985年），現代詩人。擅長寫森林詩，有「森林詩人」的美譽。其作品多以森林景象為題，描寫了林木生態及大自然的景觀，字裏行間散發著對山林的熱愛。著作包括：《告別林場》、《一代新林》、《夜景》、《早晨，好大的霧呵》、《森林在呼喚》等。